# Gyllengrönbulbyl
Gyllengrönbulbyl (Calyptocichla serinus) är en fågel i familjen bulbyler inom ordningen tättingar.

## Utseende och läte
Gyllengrönbulbylen är en ovanligt färgglad bulbyl med guldgul undersida och gulgrön ovansida. Näbben är distinkt ljusskär, ofta mörkast mot spetsen. Det utdragna och fallande lätet återges i engelsk litteratur som ett ”TSCHEEeeeeew!", ofta föranlett av ett vasst "chup!””.

## Utbredning och systematik
Gyllengrönbulbylen förekommer från Sierra Leone till Gabon, Angola och nordöstra Demokratiska republiken Kongo samt ön Bioko i Guineabukten. Den placeras som enda art i släktet Calyptocichla och behandlas som monotypisk, det vill säga att den inte delas in i några underarter.

## Levnadssätt
Arten förekommer i skog och skogsbryn, ofta högt över marken i fruktbärande träd.

## Status och hot
Arten har ett stort utbredningsområde och en stor population med stabil utveckling och tros inte vara utsatt för något substantiellt hot. Utifrån dessa kriterier kategoriserar internationella naturvårdsunionen IUCN arten som livskraftig (LC). Världspopulationen har inte uppskattats men den beskrivs som lokalt vanlig till sällsynt.